# Martos (Gerichtsbezirk)
Der Gerichtsbezirk Martos ist einer der zehn Gerichtsbezirke in der Provinz Jaén.
Der Bezirk umfasst 8 Gemeinden auf einer Fläche von 760,78 km² mit dem Hauptquartier in Martos.

## Gemeinden
| Gemeinde              | Einwohner (2024) | Fläche km² | Dichte Einw./km² | Cod INE | Postleitzahl |
| --------------------- | ---------------- | ---------- | ---------------- | ------- | ------------ |
| Fuensanta de Martos   | 2.990            | 54,04      | 55               | 23034   | 23610        |
| Higuera de Calatrava  | 591              | 38,74      | 15               | 23041   | 23611        |
| Jamilena              | 3.298            | 8,99       | 367              | 23051   | 23658        |
| Martos                | 24.452           | 261,10     | 94               | 23060   | 23600        |
| Porcuna               | 5.907            | 175,57     | 34               | 23069   | 23790        |
| Santiago de Calatrava | 657              | 47,09      | 14               | 23077   | 23612        |
| Torredonjimeno        | 13.261           | 157,78     | 84               | 23087   | 23650        |
| Villardompardo        | 921              | 17,47      | 53               | 23098   | 23659        |
| Gerichtsbezirk Martos | 52.077           | 760,78     | 68               | –       | –            |